# أ. تشارلز مولر
أ. تشارلز مولر (بالإنجليزية: A. Charles Muller)‏ هو مترجم وأستاذ جامعي وكاتب أمريكي، ولد في 1953 في لونغ آيلند في الولايات المتحدة.